# 837 v.Chr.
Het jaar 837 v.Chr. is een jaartal volgens de christelijke jaartelling.

## Gebeurtenissen

### Mesopotamië
- Rond het Vanmeer ontmoeten de soldaten van koning Salmanasser III van Assyrië voor de eerste keer de Meden, die hun trage migratie naar het westen beginnen.